# 遠征艦隊軍
遠征艦隊軍　（英:  United-Earth Expeditionary Force 略語：UEEF 、2002年の公式設定の書換え以前は Robotech Expeditional Force、略：REF  ）とは、竜の子プロダクション製作の『超時空要塞マクロス』・『超時空騎団サザンクロス』・『機甲創世記モスピーダ』 の3作品を、ハーモニーゴールド USA 社 （Harmony Gold USA）が 翻案権を取得し、同一世界の異なる時代と世代を描いた、連続する一つの大河シリーズとして翻案、再編集された作品である「ロボテック・シリーズ」に登場する架空の軍隊の名称。

## 概要
ロボテック・シリーズの基礎設定となる「地球統合政府」 は第一次星間大戦以降、その処遇と「文化的生活」への適応政策に不満を持つ通常体 （巨人） と 縮小体 （マイクローン、人類と同規模体）双方のゼントラーディ人による「不満分子の蜂起叛乱」 を引き起こし、この結果としてこれを鎮圧するという名目で挙兵した、「ティターンズ」に似た組織構造を持つ、地球統合軍・陸軍の “ デストロイド 開発計画 ”　「プロジェクト・エクスキャリヴァー」　の強行推進派だった「アナトール・エリ・レオナルド」　により創設された私兵と、これから発展した 「サザンクロス軍」（ “The Army of the Southern Cross” , 略語：ASC ）の台頭 を許してしまった。
このため、主戦論を主張するこれらの　“ デストロイド開発企業グループと陸軍の軍閥の結託した一団 ”　に対抗する形で組織された 非戦論派の軍閥は、自然と可変戦闘機とその派生機動兵器である「陸戦用バトロイド」を推進する海軍・海兵隊・空軍・宇宙軍 の関係者 と 陸軍の軍閥　との 対立図式となり、予想される「プロトカルチャー」の末裔であるゾル人との資源（マトリックス）問題による開戦の危険性を「外交による交渉」と「ディベート」による和平交渉によって回避することを目指し、またこのゾル人ほかに対する同盟締結による軍事力強化によって、来るべきインビッドとの将来の地球圏内への侵攻を未然に防止、最悪でも防衛戦を有利に展開するために、彼らの（現在の）本拠地である「ヴァリヴェール恒星系 」 に所在する（現在の）母星である衛星「ティロル」遠征を目指す動きへと繋がり、地球統合政府 からの莫大な予算配分を取り付けることに成功した。
こうして「リサ・ハイエス」(Lisa Hayes)　 提督（宇宙海軍大将） 　と、その夫である「リック・ハンター」 (Rick Hunter) 少将　を指導者とする遠征艦隊は、西暦2022年に太陽系を後にして、フォールド航法による人類史上初の「超・長距離・超空間跳躍」によるヴァリヴェール恒星系への遠征航路に入った。

## 成立経緯
カール・メイセック ( Carl Macek )による3作品のクロスオーバー作品化に当たって、各々の作品間に矛盾や原典設定の変更に伴う混乱が生じた。
第1世代を構成する最初の翻案元の原作である『超時空要塞マクロス』はそれでも未だ比較的原典に近い設定でシリーズ展開が可能であったが、続く超時空騎団サザンクロスに於いては、本来21世紀末の西暦2120年　太陽系外の他の恒星系・惑星系に於ける宇宙植民・開拓時代（大航海時代）の設定を活かすには、たとえSDF-1 マクロスの不時着により人類が獲得した超・科学技術である「OTM の恩恵」を以ってしても前作から15年～20年程度の年代設定では無理があった。
同様にまた、続く 第3世代編 である『新世代編』　における第一次～第三次地球奪還軍の構成規模に関して、第3世代編を構成する原作『機甲創世記モスピーダ』の月面基地（ムーンベース）、火星基地（マーズベース）、木星衛星基地（ジュピター・ベース）の工業生産能力のみで膨大な数量の艦船を建造したと構成する設定には当初から無理があったこと　から、原作『超時空騎団サザンクロス』をシリーズの第2世代編として再構成する際に、当初（1985年）翻案時に破棄された外宇宙世界の物語展開の設定を代替してシリーズの世界観の拡張性を維持し、かつ続く第3世代編における、前世代編から継承された各種設定の矛盾解消と3作品間の結びつきを強固にするものとして　1987年の『ロボテック II：センチネルズ』という初の米国側独自映像作品から設定された。
映像作品としての「ロボテック　II：センチネルズ」は当時の米国側の日本アニメ流儀（スタイル）のキャラクター・ビジネスに関する理解の未熟さや、企画自体の詰めの甘さ、作画技術水準の低調、玩具主導の商品展開の作品構造との不一致（ミスマッチ）によるスポンサー『マッチボックス』社の撤退や円高などの様々な事情によりパイロット版 のみを残して失敗に終わったが、その後ライセンス許諾を受けた複数の漫画出版社でウォルトリップ兄弟 (  Jason and John, Waltrip  brothers ) や、その他の複数の漫画家による漫画版で続きが描かれ、その底流は米国で2007年に公開された、日本国を除く全世界で販売された米国独自の完全新作 長編映画兼OVA・アニメ作品 『ロボテック：シャドウ・クロニクル』（影の年代記）で実を結んだ。